# Jean-Pierre d'Isnard
Jean-Pierre d'Isnard est un homme politique français. Il est maire de Marseille de 1784 à 1787.

## Biographie
Jean-Pierre d'Isnard est le fils de Jean François Isnard, négociant, et de Marie Françoise Laurens. Il épouse Marie Anne Colomb.
Il est écuyer, conseiller-secrétaire du roi. Il a été membre de l'Assemblée des notables en janvier 1787.
Il exerce la fonction de maire de Marseille du 29 octobre 1784 au 23 octobre 1787. Il continue la politique d'urbanisation de ses prédécesseurs, en faisant par exemple paver la rue d'Aix.
Il habite alors rue Armény.
Il reste engagé dans la vie civique de Marseille après avoir quitté le siège de maire. En 1789, il  est trésorier pour le Bureau charitable pour les pauvres prisonniers et oppressés.